# Singgersing
Singgersing is een bestuurslaag in het regentschap Subulussalam van de provincie Atjeh, Indonesië. Singgersing telt 520 inwoners (volkstelling 2010).